# Arctia paralinae
Arctia paralinae là một loài bướm đêm thuộc phân họ Arctiinae, họ Erebidae.